# Physical Review
Physical Review (abreviado frecuentemente como Phys. Rev.) designa a una prestigiosa familia de revistas científicas estadounidenses, publicada por la American Physical Society (APS).

## Revistas de la APS
| Título                                                      | Forma abreviada                                                            | Factor de impacto | Periodo publicación | Ámbito                                                          | Sitio web                                                                    |
| ----------------------------------------------------------- | -------------------------------------------------------------------------- | ----------------- | ------------------- | --------------------------------------------------------------- | ---------------------------------------------------------------------------- |
| Physical Review Series I                                    | Phys. Rev.                                                                 |                   | 1893—1912           | Toda la Física                                                  | Todos los volúmenes                                                          |
| Physical Review Series II                                   | Phys. Rev.                                                                 |                   | 1913—1969           | Toda la Física                                                  | Todos los volúmenes                                                          |
| Physical Review Letters                                     | Phys. Rev. Lett.                                                           | 8.462 (2016)      | 1958—present        | Investigación fundamental en cualquier campo de física          | 1958—2005 2006—presente                                                      |
| Physical Review A                                           | Phys. Rev. A                                                               | 2.893 (2007)      | 1970—presente       | Física atómica, física molecular y óptica                       | 1970—2002 2003—presente                                                      |
| Physical Review B                                           | Phys. Rev. B                                                               | 3.172 (2007)      | 1970—presente       | Física de la materia condensada y Ciencia de materiales         | 1970—2005 2006—presente                                                      |
| Physical Review C                                           | Phys. Rev. C                                                               | 3.302 (2007)      | 1970—presente       | Física nuclear                                                  | 1970—2005 2006—presente                                                      |
| Physical Review D                                           | Phys. Rev. D                                                               | 4.696 (2007)      | 1970—presente       | Partículas, Teoría Cuántica de Campos, Gravitación y cosmología | 1970—2005 2006—presente                                                      |
| Physical Review E                                           | Phys. Rev. E                                                               | 2.483 (2007)      | 1993—presente       | Física estadística, Teoría del caos                             | 1970—2005 2006—presente                                                      |
| Physical Review Focus                                       | Phys. Rev. Focus                                                           |                   | 1998—presente       | Selecciones de revistas de Physical Review                      | Todos los volúmenes                                                          |
| Physical Review Special Topics — Accelerators and Beams     | Phys. Rev. ST AB Archivado el 8 de diciembre de 2008 en Wayback Machine.   | 1.457 (2007)      | 1998—presente       | aceleradores de partículas                                      | Todos los volúmenes Archivado el 8 de diciembre de 2008 en Wayback Machine.  |
| Physical Review Special Topics — Physics Education Research | Phys. Rev. ST PER Archivado el 12 de diciembre de 2008 en Wayback Machine. |                   | 2005—presente       | Educación en Física                                             | Todos los volúmenes Archivado el 12 de diciembre de 2008 en Wayback Machine. |
| Physics                                                     | Physics                                                                    |                   | 2008—presente       | Toda la Física                                                  | Todos los volúmenes                                                          |
| Physical Review Fluids                                      | Phys. Rev. Fluids                                                          | 2.021 (2017)      | 2016—presente       | Física de Fluidos                                               | Todos los volúmenes                                                          |

## Áreas temáticas de cada revista
- Physical Review: Fundada en 1893 en la universidad de Cornell. Posteriormente se subdividió en diversas secciones:[2]
  - Physical Review A: Artículos sobre física atómica, física molecular y óptica; mecánica cuántica, teoría de la información, estructura y dinámica atómica y molecular; colisiones e interacciones; ondas materiales, etc.
  - Physical Review B: Artículos sobre materia condensada y física de materiales: transiciones de fase; sistemas no-ordenados, líquidos; ferroelectricidad, magnetismo, superconductividad y superfluidez; estructura electrónica, cristales fotónicos, semiconductores, superficies...
  - Physical Review C: Artículos sobre física nuclear (interacciones nucleares, estructura nuclear, reacciones nucleares), colisiones relativistas, cromodinámica cuántica, interacción electrodébil...
  - Physical Review D: Artículos sobre física de partículas elementales, teoría de campos, gravitación y cosmología: física experimental de altas energías, rayos cósmicos; relatividad general, teoría cuántica de la gravitación, la cosmología, la astrofísica de partículas, teoría de partículas y campos, teorías de gauge y la teoría de cuerdas.
  - Physical Review E: Artículos sobre física del caos, física estadística, equilibrio y transporte de líquidos, cristales líquidos, fluidos complejos, polímeros, dinámica de fluidos, plasmas, física computacional, física biológica y materiales granulares.
  - Physical Review Special Topics - Accelerators and Beams: Se edita desde 1998. Artículos sobre aceleradores de partículas y haces de partículas, radiación sincrotrón, espalación...
  - Physical Review Special Topics - Physics Education Research: Se edita desde 2005. Artículos sobre investigación teórica y experimental sobre enseñanza y aprendizaje de la física.
  - Physical Review Online (PROLA): Índices de los artículos publicados en las demás revistas: autores, título, abstracts.
  - Physics: Resúmenes, sumarios y comentarios de los artículos más destacados de las diferentes secciones de Physical Review. Fundada en 2008.
  - Physical Review Focus: Breves explicaciones de trabajos de investigación seleccionados de la revista Physical Review y Physical Review Letters en un nivel accesible a los estudiantes e investigadores en todos los campos de la física.
  - Physical Review Fluids: Artículos sobre investigación que produzca avances significativos en la dinámica de fluidos.

- Physical Review Letters: Fundada en 1958: Recoge las cartas al Director con comentarios, información de reuniones, reseñas bibliográficas...